# Hybolasius gracilipes
Hybolasius gracilipes là một loài bọ cánh cứng trong họ Cerambycidae.